# 月儿思蛮
月兒思蠻，蒙古帝国官员，畏兀儿唆里迷（今新疆焉耆）人，哈剌亦哈赤北鲁的曾孙，月朵失野讷的孙子，乞赤宋忽兒的儿子。
他的父祖担任独山城（今木垒哈萨克自治县）达鲁花赤。月兒思蠻事奉蒙哥大汗，襲父爵镇守独山城，兼領僧人。忽必烈命他的哥哥火兒思蠻跟随雪雪的斤鎮守雲南。後因軍帥札忽兒台據守別失八里，全家迁居平涼。與其子阿的迷失帖木儿入覲，忽必烈詔命他入宿衛為必闍赤，跟随安西王忙哥剌出鎮六盤山。

## 家族
- 曾祖父：哈剌亦哈赤北魯
  - 祖父：月朵失野讷
    - 父：乞赤宋忽兒
      - 兄：塔塔兒
      - 兄：忽棧
      - 兄：火兒思蠻
      - 月儿思蛮
        - 子：阿的迷失帖木儿
          - 孙：阿邻帖木儿
            - 曾孙：沙剌班
              - 玄孙：世傑班

            - 曾孙：禿忽魯
            - 曾孙：六十
            - 曾孙：咱納禄